# تحقیقات نوکلئیک اسید (مجله علمی)
تحقیقات اسیدهای نوکلئیک یک مجله علمی بسیار معتبر با دسترسی آزاد است که از سال ۱۹۷۴ توسط انتشارات دانشگاه آکسفورد منتشر شده‌است. این مجله تحقیقات مربوط به اسیدهای نوکلئیک، مانند DNA و RNA و کارهای مرتبط را در بر می‌گیرد. براساس گزارش استنادی مجلات، ضریب تأثیر این ژورنال در سال ۲۰۱۹، ۱۱٫۵۰۱ است.